# Dante Polvara
Dante Polvara (* 21. Juni 2000 in Pleasantville, New York) ist ein US-amerikanischer Fußballspieler, der beim FC Aberdeen in der Scottish Premiership unter Vertrag steht. Als Spieler der Georgetown University wurde ihm im Jahr 2021 die Hermann Trophy verliehen, die der beste College-Fußballspieler der Vereinigten Staaten erhält.

## Karriere
Dante Polvara wurde in Pleasantville, etwa 50 Kilometer nördlich von New York City im gleichnamigen Bundesstaat New York geboren. Polvara spielte während seiner Highschool-Zeit für die New York City FC Academy. Polvara half dem Verein dabei, die nationalen Meisterschaften der US Soccer Development Academy zweimal in Folge zu gewinnen, und war Kapitän des Teams während der zweiten Meisterschaft. Daneben spielte Polvara drei Jahre Highschool-Fußball für die Brunswick School in Greenwich, Connecticut.
Ab dem Jahr 2019 spielte Polvara für die College-Mannschaft der Georgetown University in Washington, D.C. die unter dem Namen „Hoyas“ antritt. Sein College-Debüt gab er am 30. August 2019 gegen Syracuse Orange, wo er auch sein erstes Tor erzielte. In seinem zweiten Spiel am 2. September 2019 traf er erneut gegen die Temple Owls. Polvara beendete die erste Saison mit 24 Einsätzen und erzielte vier Tore. Während seines zweiten Jahres absolvierte Polvara 14 Spiele und beendete die Saison 2020 mit acht Toren und wurde zum besten Mittelfeldspieler der Big East Conference ernannt. In der Saison 2021 bestritt er 22 Spiele und erzielte sieben Tore, wodurch er erneut zum besten Mittelfeldspieler der Big East Conference gewählt wurde. Darüber hinaus erhielt Polvara die Hermann Trophy, eine jährliche Auszeichnung, die dem besten College-Fußballspieler des Landes verliehen wird.
Polvara beschloss, auf sein letztes College-Jahr zu verzichten und entschied sich dafür, nach der Fußballsaison 2021 einen Profivertrag zu unterschreiben. Am 9. Januar 2022 unterzeichnete Polvara einen Zweieinhalbjahresvertrag beim schottischen Erstligisten FC Aberdeen. Am 6. März 2022 gab Polvara sein Profidebüt, als er in der 84. Minute bei einer 0:1-Niederlage gegen die Glasgow Rangers für Ross McCrorie eingewechselt wurde. Sein Startelfdebüt gab er für den Verein in einem Ligaspiel gegen Hibernian Edinburgh im Mai 2022.
Im März 2023 wurde Polvara für die erste Saisonhälfte 2023 an Charleston Battery in die USL Championship verliehen.